# Perasia multilinea
Perasia multilinea är en fjärilsart som beskrevs av Walker 1865. Perasia multilinea ingår i släktet Perasia och familjen nattflyn. Inga underarter finns listade i Catalogue of Life.